# Ministerstvo kontroly Slovenské republiky
Ministerstvo kontroly Slovenské republiky bylo ústředním orgánem státní správy pro státní kontrolu v letech 1990 až 1992. Byla mu podřízena Slovenská obchodní inspekce.
Ministerstvo kontroly bylo zřízeno na základě zákona 347/1990 CFU jako následovník Výboru lidové kontroly SR.
Zákonem 453/1992 Z.z bylo zrušeno. Jeho působnost ve věcech státní kontroly v oblasti státní správy, s výjimkou kontroly hospodaření s rozpočtovými prostředky Slovenské  republiky a ve věcech vyřizování stížností, oznámení, podnětů a petic  přešla na Úřad vlády Slovenské republiky. Působnost ve vztahu k Slovenské obchodní inspekci přešla na Ministerstvo hospodářství Slovenské  republiky.

## Ministři
Poslední ministr před zrušením ministerstva byl Roman Kováč. Na postu ministra ministra kontroly SR se vystřídali celkem čtyři lidé.